# Генрих II (герцог Лимбурга)
Генрих II (фр. Henri II de Limbourg, нем. Heinrich II von Limburg; ок. 1110/1115 — 19 августа 1167) — граф Арлона и герцог Лимбурга с 1119, сын Валерана II, герцога Лимбурга, графа Арлона и герцога Нижней Лотарингии, и Ютты, дочери  Герхарда I, графа Гельдерна.

## Биография
Генрих был преемником своего отца в герцогстве Лимбург, а другие владения Валерана II были поделены между его младшими сыновьями: Валерану достался Арлон, а Герхарду — Виссенберг. но император Конрад III отказал Генриху в титуле герцога Нижней Лотарингии, который закрепился за графом Лувена Готфридом II, противником его отца. Однако Генрих II отказывался признать потерю Нижней Лотарингии и сам титуловал себя герцогом. Он напал на Готфрида Лувенского, но потерпел поражение. Готфрид умер в 1142 году, оставив малолетнего сына Готфрида, но Генрих не стал возобновлять войну. 
В это время Генрих был занят борьбой с сеньором Фалькенбурга Госвином III, который завладел Гангельтом и Рихтерихом. Тем не менее, император, желая стравить его с сеьнором Фалькенбурга, предоставил Генриху этот феод. Между Госвином и Генрихом разгорелась война, во время которой был сожжен в 1144 году Хайнсберг. В 1147 году умер бездетный Валеран, граф Арлона, младший брат Генриха, после смерти которого последний унаследовал графство Арлон.
В 1147 году Генрих примирился с Конрадом, который пообещал ему лен в Лотарингии. В это время был организован Второй крестовый поход в Святую землю, в котором большинство германских дворян сопровождало императора. Однако Генрих остался в Европе и потом часто находился при императорском дворе. Также он присутствовал на коронациях сыновей Конрада: при вступлении на престол короля Германии Генриха в 1147 году, Фридриха I Барбароссы в 1152 году и на коронации последнего императором в 1155 году.
Граф Лувена Готфрид III продолжал войну против Генриха Лимбургского, в результате город Анден был взят,  разграблен и сожжен. Вступившему на престол Фридриху Барбароссе удалось примирить враждующие стороны. Генрих и Готфрид встретились и заключили мирный договор в 1155 году, а дочь Генриха Маргарита вышла замуж за Готфрида.
Генрих сопровождал Фридриха во втором итальянском походе в 1158 году, где император воевал против папства и Ломбардской лиги. В 1167 году он вновь отправился в Италию с Фридрихом, но в императорской армии вспыхнула эпидемия чумы, от которой Генрих II скончался. Ему наследовал его сын Генрих III.

## Брак и дети
1-я жена с 1136: Матильда (ум. 2 января 1145/1146), дочь Адольфа, графа фон Саффенберг и Маргариты фон Шварценберг.
- Маргарита (ок. 1135 — 1172); муж: с 1158 Готфрид III Смелый (не позднее 1142 года — 21 августа 1190 года), граф Лувена и герцог Нижней Лотарингии
- Генрих III (1140/1145 — 21 июня 1221), герцог Лимбурга с 1167

2-я жена с ок. 1150 (разв. 1152): Лауретта (ок. 1120 — 1170), дочь Тьерри Эльзасского, графа Фландрии. Детей не имели.